# Cayo Anclitas
Cayo Anclitas (también llamada Cayo Anclita o Cayo Anclitos) es una isla que pertenece al país antillano de Cuba, que pertenece al archipiélago conocido como Jardines de la Reina en el mar Caribe. Administrativamente hace parte de la provincia cubana de Camagüey. Posee una superficie estimada en 4,5 kilómetros cuadrados y se localiza en las coordenadas geográficas 20°48′N 78°54′O / 20.800, -78.900 al este de Canal Caballones, al sur el canal de Boca de Piedra Chica y al noreste Cayo Cucaracha, 441 kilómetros al sureste de la capital La Habana.